# Karl-Heinz Herrmann

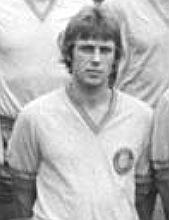
Herrmann 1978

Karl-Heinz Herrmann (* 25. März 1954) war Fußballspieler in der DDR-Oberliga. In der höchsten Spielklasse des DDR-Fußball-Verbandes spielte er für den 1. FC Lokomotive Leipzig. 1971 war er Mitglied der DDR-Junioren-Nationalmannschaft.

## Sportliche Laufbahn
Herrmann begann seine Fußball-Laufbahn 1960 bei der Betriebssportgemeinschaft (BSG) Empor im mittelsächsischen Röda. Acht Jahre später, 1968, wurde er von der BSG Empor zum regionalen Fußballzentrum 1. FC Lokomotive Leipzig delegiert. Von der Schülermannschaft ab durchlief Herrmann alle weiteren Nachwuchsmannschaften des Fußballklubs. Als Juniorenspieler bestritt er 1971 zwei Länderspiele mit der DDR-Junioren-Nationalmannschaft, dabei erzielte er in der Begegnung CSSR – DDR am 26. September in der 63. Minute mit dem 2:0 für die DDR sein einziges Auswahltor. In dieser Zeit absolvierte er eine Lehre zum Elektromonteur. 1974 wurde er mit dem 1. FC Lokomotive Leipzig Meister der Juniorenoberliga. Er war in der Regel als Mittelstürmer eingesetzt worden und hatte mit sieben Toren zum Meistertitel beigetragen. Bereits ab 1972 spielte der 1,71 m große Herrmann für die 2. Lok-Mannschaft in der zweitklassigen DDR-Liga. 1973 war er mit zehn Treffern Torschützenkönig von Lok II. In der Saison 1974/75 kam er zu seinem Debüt in der ersten Mannschaft. Bereits am ersten Punktspieltag stand er in der Begegnung Wismut Aue – 1. FC Lok (0:0) am 24. August 1974 als Mittelstürmer auf dem Platz. Am 11. und 12. Spieltag hatte er zwei weitere Kurzeinsätze. Im November 1975 wurde er für 18 Monate zum Armeedienst eingezogen. Nach seiner Rückkehr nominierte ihn der 1. FC Lok zunächst für seine Nachwuchsoberliga-Mannschaft. Zwischen dem 16. und 26. Oberligaspieltag spielte Herrmann aber auch achtmal als Stürmer für die 1. Mannschaft und kam zu drei Erstligatoren. Außerdem wirkte er für die Erste in einem Pokalspiel mit. Für die Saison 1978/79 wurde Herrmann erstmals offiziell für die Oberligamannschaft des 1. FC Lok nominiert, er kam aber erneut nur zu acht Erstligaspielen und schoss nur ein Tor. Von den sieben Pokalspielen der 1. Mannschaft in dieser Saison bestritt Herrmann vier Begegnungen, in denen er ohne Torerfolg blieb.
Im Sommer 1979 wurde er zum DDR-Ligisten BSG Aktivist Espenhain abgegeben. Dort spielte Herrmann bis zum Ende der DDR-Liga-Saison 1980/81, kehrte danach zum 1. FC Lok Leipzig zurück und bestritt dort noch am 24. und 26. Spieltag der Oberligasaison 1980/81 zwei Kurzeinsätze. Für die Spielzeit 1981/82 meldete Lok Leipzig Herrmann wieder für seine Oberligamannschaft. Nachdem er am 20. Oktober 1981 im Europapokalspiel 1. FC Lok Leipzig – FK Velež Mostar (1:1) als Mittelstürmer aufgeboten worden war, kam er danach nur noch zwischen dem 13. und 18. Spieltag in drei Oberligaspielen zum Einsatz, dabei nur im dritten Spiel als Linksaußenstürmer über die volle Spieldauer. Diese Begegnung am 20. März 1982 (Vorwärts Frankfurt – 1. FC Lok 1:1) war zugleich Herrmanns letztes Pflichtspiel für die 1. Mannschaft des 1. FC Lok Leipzig. Bei fünf Oberligaspielzeiten war er auf 25 Einsätze gekommen und hatte vier Tore erzielt. Dazu kamen noch fünf nationale Pokalspiele und das Europapokalspiel, jeweils ohne Torerfolg.
Von der Saison 1982/83 an spielte Herrmann für die BSG Chemie Ilmenau in der DDR-Liga, bis die Mannschaft 1987 in die Bezirksliga abstieg. 1986 schoss er mit 13 Treffern die meisten Meisterschaftstore für Ilmenau. Als Freizeitfußballer war er später noch bei der BSG Traktor in Gräfinau-Angstedt aktiv.